# 기독교권

국가별 기독교 인구퍼센트 (2014년 데이터)

기독교권(Christendom)란 여러 의미가 있다. 현대적 의미에서, 그것은 다음과 같은 의미를 말한다. 기독교 전체 공동체, 기독교 국가, 기독교 지지자들, 기독교인의 다수인 국가들, 그리고 기독교가 지배적인 국가들이다. 기독교가 그 국가의 종교인 나라들이다. 그것은 또한 서방 세계와 동일한 의미로 사용된다.

## 주요 기독교 교파

### 교파들 규모
세계 기독교계 규모
1. 로마 가톨릭교회; 1.3 billion
2. 개신교; 540 million
3. 동방 정교회(Eastern Orthodoxy) ; 300 million
4. 성공회; 115 million
5. 오리엔트 정교회; 75 million
6. 유니테리안 교회; 26 million
7. 네스토리안(경교); 1 million
8. 구 가톨릭교회; 0.4 million